# Красная (Ивано-Франковская область)
Кра́сная (укр. Красна) — село в Надворнянской городской общине Надворнянского района Ивано-Франковской области Украины. Население села 3096 человек.
Население по переписи 2001 года составляло 3226 человек. Занимает площадь 28.187 км². Почтовый индекс — 78451. Телефонный код — 03475.